# Blennosperma nanum
Blennosperma nanum là một loài thực vật có hoa trong họ Cúc. Loài này được (Hook.) S.F.Blake mô tả khoa học đầu tiên năm 1926.